# Gafsa
Gafsa (arabiska قفصة, Qafṣa) är en stad i Tunisien. Den ligger 370 km sydväst om huvudstaden Tunis, vid järnvägen mellan Sfax och Tozeur, och cirka 40 km norr om saltsjön Chott el Djerid. Staden är administrativ huvudort för guvernementet Gafsa. Folkmängden uppgår till nästan 100 000 invånare och den är en av landets äldsta städer. Den ligger i en fruktbar oas och är huvudort i ett fosfatdistrikt. 
Stadens citadell från 1200-talet fick stora skador under andra världskriget, men har sedan dess återuppbyggts. I staden finns en stor moské och rester av romerska bad från det antika Capsa, Jugurthas skattkammare.

## Gafsaincidenten 1980
I januari 1980 anföll cirka 300 gerillasoldater Gafsa. Gerillagruppen, Résistance Armée Tunisienne, var inte tidigare känd, och manade utan framgång till motstånd mot Habib Bourguibas regering. Regeringsstyrkor lyckades snart återta kontrollen över staden, men 41 människor dog i stridigheterna. Regeringen beskyllde Libyen för attacken, och avbröt alla diplomatiska kontakter med Muammar al-Gaddafis regim. Libyen kallade dock händelsen ett "folkligt uppror", och sade sig inte ha något med angreppet att göra. 60 människor ställdes inför rätta för attacken, och 13 avrättades i april 1980.

## Administrativ indelning
Kommunen är indelad i två arrondissement:
- Cité ennour
- Gafsa